# Isetionsyra
Isetionsyra är en organisk sulfonsyra med en extra hydroxigrupp. Isetionsyra tillverkas av etenoxid (C2H4O) och natriumbisulfat (NaHSO3) och används för syntes av taurin.